# François Marie Joseph Riou de Kersalaün
François Marie Joseph Riou de Kersalaün (Morlaix 2 mai 1765 - Aurillac 25 juillet 1811) est un homme politique et un administrateur français.

## Biographie
Se présentant comme avocat à Limoges, puis comme avocat à Lorient, contrôleur des actes de la ville, il assistait au nouveau conseil municipal de Saint-Pol-de-Léon lorsqu'il décida de s'attribuer les pleins pouvoirs et de voter la loi martiale Il fut lieutenant en premier du premier régiment de grenadier de la milice nationale, puis major de la Garde nationale, puis cosignataire à Versailles d'une déclaration des députés bretons aux États généraux
Il fut député du Finistère au Conseil des Cinq-Cents, président du Conseil des Cinq-Cents du 20 janvier au 18 février 1797, premier préfet du Cantal de 1800 à 1810, baron de l'Empire.
Comme préfet du Cantal, il réprima fermement les tentatives de révoltes contre le pouvoir républicain, en particulier en capturant et tuant Benjamin de Pélamourgues, un gentilhomme qui revendiquait la restitution de ses biens.
Il est l'auteur de plusieurs rapports, entre autres : Rapport fait par Riou sur les pétitions des Juifs de Metz et d'Avignon, au nom d'une commission spéciale, Paris 1797, d'un essai, Opinion sur le vrai sens de la loi du 12 brumaire qui règle l'état civil des enfans nés hors le mariage, imprimé à Aurillac.
Riou de Kersalaün a été un patronyme anciennement porté par la famille Riou de Kerprigent.
Sa veuve vivait au château de La Rodde à Lacapelle-del-Fraisse.